# Escalonilla
Escalonilla es un municipio y localidad española de la provincia de Toledo, en la comunidad autónoma de Castilla-La Mancha. El término municipal tiene una población de 1497 habitantes (INE 2024).

## Toponimia
El filólogo Pedro González sostiene que Escalonilla es un diminutivo de Escalona, pero no alude a “escalón” sino al latín ascalonia = “cebolla de Ascalón” (el actual chalote). Nebrija ya recoge en su Vocabulario Romance-Latín (1495) la voz escalona = cebolla. El topónimo equivaldría, pues, a “cebollita”, como ocurre con el próximo Cebolla (Toledo).[cita requerida]

## Geografía física
El municipio se encuentra situado en un valle hondo, a la derecha de la cañada Real Segoviana en la comarca de Torrijos. Linda con los términos municipales de Santo Domingo-Caudilla al norte, Gerindote y Burujón al este, La Puebla de Montalbán al sur y Carmena al oeste, todos de Toledo. Es un término en general llano, con algunas lomas, varios arroyos( de los que destacan el de la Soledad, el del Valle y el del Barco), numerosas fuentes en el casco urbano y fuera de él y un gran manantial conocido como El Charcón que posee unas extensas marismas que en invierno albergan gran cantidad de aves migratorias e invernantes.
Dentro de su término municipal alberga dos vértices geodésicos, llamados Fontarrón y la Casilla, situados en la hoja 628 del mapa MTN50 editado por el  IGN
|                | Norte: Santo Domingo-Caudilla y Gerindote |                           |
| Oeste: Carmena |                                           | Este: Gerindote y Burujón |
|                | Sur: La Puebla de Montalbán               |                           |

Posee jurisdicción sobre la finca Nohalos, de gran extensión.

## Historia
Se han hallado en su término lápidas de origen celta, existiendo indicios de su existencia en la época visigoda y en la musulmana, apareciendo en escritos mozárabes de los siglos XII y XIII. En el término municipal se han hallado restos de pueblos desaparecidos entre los que destaca el del Guerrero, al encontrarse en él un dolmen de origen prerromano y restos del siglo VII a. C.; y el de Casas Albas, del que todavía se conserva parte de su iglesia. Este último desapareció en el siglo XV.
Hacia el 1500 se incorporaron a Escalonilla, que por entonces sólo contaba con poco más de 1500 habitantes, los vecinos de Casas Albas y Verague.
A mediados del siglo XIX el presupuesto municipal ascendía a 6000 reales de los cuales 2200 eran para pagar al secretario, y poseía una población de 3500 habitantes.

## Demografía
Cuenta con una población de 1497 habitantes (INE 2024).
| Gráfica de evolución demográfica de Escalonilla entre 1842 y 2021                                                     |
| |
| Población de derecho según los censos de población del INE. Población de hecho según los censos de población del INE. |

El más importante incremento demográfico de la población lo tuvo en el siglo XVI cuando se incorporaron las poblaciones de los municipios antes indicados. En 1534 contaba con 2000 habitantes.
La máxima población con la que ha contado Escalonilla fue de 4325 habitantes en 1933.

## Transporte y comunicaciones
Red viaria
Dentro de la red de carreteras, Escalonilla cuenta con las siguientes conexiones:
| Identificador | Denominación         | Itinerario                                                          |
| ------------- | -------------------- | ------------------------------------------------------------------- |
| TO-1029       | Carretera provincial | Santa Cruz del Retamar - Torrijos - La Puebla de Montalbán - CM-401 |
| TO-1036       | Carretera provincial | Escalonilla - Carmena                                               |

Ferrocarril
Escalonilla no tiene estación de ferrocarril dentro de su municipio. La estación de tren más cercana se encuentra en el municipio de Torrijos, situada a 13 kilómetros de distancia. Dicha estación, gestionada por Adif, se encuentra en la línea Madrid-Extremadura.

## Símbolos
El escudo de Escalonilla contiene un compendio de simbología, que representa los hechos más relevantes y peculiares de su pasado histórico. Dicho símbolo fue aprobado oficialmente el 16 de julio de 1985, por la siguiente orden:

De oro, una escalera de sinople, puesta en situación de Barra, acompañada en la parte superior de tre estrellas de azur, bien ordenadas, y en la parte inferior de una madeja de gules. Al timbre corona real cerrada.
Diario Oficial de Castilla-La Mancha nº 28 de 16 de julio de 1985

## Administración y política
| Periodo   | Nombre                      | Partido |
| --------- | --------------------------- | ------- |
| 1979-1983 | Ángel Pedro Aguado Jiménez  | UCD     |
| 1983-1987 | Ángel Pedro Aguado Jiménez  | AP      |
| 1987-1991 | Ángel Pedro Aguado Jiménez  | PP      |
| 1991-1995 | Ángel Pedro Aguado Jiménez  | PP      |
| 1995-1999 | Ángel Pedro Aguado Jiménez  | PP      |
| 1999-2003 | Ángel Pedro Aguado Jiménez  | PP      |
| 2003-2007 | Ángel Pedro Aguado Jiménez  | PP      |
| 2007-2011 | Sonia María Gómez Fernández | PP      |
| 2011-2015 | Sonia María Gómez Fernández | PP      |
| 2015-2019 | Sonia María Gómez Fernández | PP      |
| 2019-2023 | Sonia María Gómez Fernández | PP      |
| 2023-act. | Sonia María Gómez Fernández | PP      |

| Partido político                         | 2023  | 2023  | 2023       | 2019  | 2019  | 2019       | 2015  | 2015  | 2015       | 2011  | 2011  | 2011       | 2007  | 2007  | 2007       |
| Partido político                         | Votos | %     | Concejales | Votos | %     | Concejales | Votos | %     | Concejales | Votos | %     | Concejales | Votos | %     | Concejales |
| Partido Popular (PP)                     | 382   | 39,87 | 4          | 560   | 60,8  | 6          | 574   | 59,92 | 6          | 641   | 62,05 | 6          | 608   | 58,52 | 6          |
| Escalonilla para Todos (EPT)             | 235   | 24,53 | 2          | -     | -     | -          | -     | -     | -          | -     | -     | -          | -     | -     | -          |
| VOX                                      | 171   | 17,84 | 2          | -     | -     | -          | -     | -     | -          | -     | -     | -          | -     | -     | -          |
| Partido Socialista Obrero Español (PSOE) | 165   | 17,22 | 1          | 355   | 38,55 | 3          | 370   | 38,62 | 3          | 374   | 36,21 | 3          | 246   | 23,68 | 2          |
| Los Verdes (LV)                          | -     | -     | -          | -     | -     | -          | -     | -     | -          | -     | -     | -          | 150   | 31,12 | 1          |

## Patrimonio

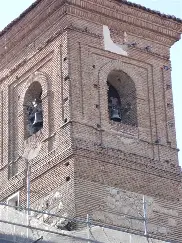
En el arco superior de la campana se puede apreciar lo que antiguamente era el reloj solar.

A destacar el edificio del Ayuntamiento, del siglo XIX y realizado en su totalidad en ladrillo toledano, conservándose en él un reloj de la misma época, la ermita de la Soledad: del siglo XVII y la Iglesia parroquial de Santa María Magdalena, del siglo XV en la que se conservan un magnífico retablo barroco de estilo churrigueresco, unas magníficas tallas de Santa María Magdalena y San Germán, en madera policromada del siglo XVI-XVII y la imagen del Cristo de la Cruz a Cuestas. También, su torre, del mismo origen, fue restaurada por sus agujeros de las balas, y el antiguo reloj solar que tenía encima del arco de la campana.
- Iglesia parroquial de Santa María Magdalena: Primer templo (S.XVI) arruinado al desplomarse la bóveda el 24/06/1577, murieron trece vecinos durante la novena de San Juan. El Concejo solicitó maestros del cabildo toledano; en Navidad de 1583 ya se celebraba misa en la nave reconstruida, de cruz latina y tres tramos cubiertos por artesón mudéjar reutilizado del edificio anterior. A lo largo de los años, la iglesia ha sido un importante centro religioso y cultural para la comunidad local. Ha sufrido varias restauraciones, especialmente después del desplome parcial en 2007, para preservar su estructura y valor histórico.

## Fiestas
- 22 de julio: Santa María Magdalena. El día de su festividad fue tenido por uno de los más importantes del año y en los libros litúrgicos solía constar como un día doble (Correspondía a una fiesta en la que se recitaban antífonas y cantos llanos antes y después de los salmos y cánticos). La amenaza de terribles castigos pesaba sobre todo aquel que dejara de celebrar la fiesta correctamente; en Viviers (norte de Francia), por citar un ejemplo, un relámpago calcinó las piernas de un campesino y mató a sus bueyes porque, aún y habiéndolo amonestado el cura, había trabajado su campo el 22 de julio. Sin embargo, María Magdalena le curó las heridas y unos días más tarde, en la fiesta de la Asunción, el 15 de agosto, la Virgen María, le puso en pie.
- Del 6 al 15 de septiembre: Santísimo Cristo de la Cruz a Cuestas, esta es la fiesta mayor( el día en que se celebra es el 14 de septiembre), y en ella es muy popular. Es muy popular porque nos dio protección hace un montón de años. Y posee mucha tradición la suelta de vaquillas, a la que acude gente de toda la comarca; las novenas al Cristo, en las que la iglesia se abarrota de fieles para cantar con gran devoción los motetes al Cristo, y en las que algunos años mucha gente se ha de agolpar por fuera de las puertas de la iglesia, en la plaza, para poder oír la novena al no caberse en la parroquia; y la procesión del Cristo, en la que la población del pueblo se duplica al venir de todos los rincones de España ,e incluso de otras partes del mundo, todos los descendientes de los escalonilleros que tuvieron que emigrar en busca de trabajo. De esta procesión se puede afirmar que sea el acto religioso de mayor fe, devoción y asistencia de toda la comarca.
- Se perdieron, las antiguas danzas de paloteos al son de la dulzaina y del tamboril que se celebraban en las fiestas patronales.